# Biombo de la Conquista de México
Biombo de la Conquista de México y La muy noble y leal Ciudad de México es un óleo anónimo, pintado sobre lienzo y hoja de oro, del tipo biombo de estrado que se encuentra en el Museo Franz Mayer. Data de finales del siglo XVII. Consta de una vista anterior y una posterior, y está conformado por diez hojas. Mide 2130 cm de alto y 5500 cm de ancho. Fue propiedad de los duques de Moctezuma, quienes residían en España, hasta ser adquirido por Franz Mayer gracias a un anticuario.

## Contenido de la obra
La pintura, por la vista anterior, simula una vista aérea de la Ciudad de México a finales del siglo XVII, donde se exhiben un total de 70 construcciones uniformes, de las cuales solo diez no tienen relación con el clero, acompañados de calles rectas e impecables. Por la vista posterior, se muestran algunos momentos de la conquista, siendo uno de ellos, el encuentro entre Moctezuma y Cortés.

## Contexto histórico
La pintura formó parte de un grupo de obras elaboradas entre 1660 e inicios del siglo XVIII, cuyo tema era la conquista, pues ésta casi no había sido tratada con excepción de los códices de origen indio y mestizo.
Se ha tratado de explicar la evidente falta de obras relacionadas con este acontecimiento y una de ellas menciona que los relatos de la conquista eran objeto de disputa, ya que la Corona Española manejaba un programa que le permitía a los descendientes de los conquistadores, reclamar beneficios por los servicios prestados por sus ancestros. Eventualmente, la Corona decidió prohibir la publicación de nuevas historias y para la primera mitad del siglo XVII dejó de otorgar recompensas a los descendientes de los conquistadores, abriendo de esa forma, la producción de obras de todo tipo referentes a la Conquista.
Los autores de esta numerosa producción de obras, fueron la élite de los intelectuales y los eclesiásticos, quienes comenzaron a enfocar la atención en aquellos actores que habían quedado rezagados por el protagonismo de los conquistadores españoles, siendo estos actores los indígenas y los frailes.

### Exposición en el Prado
La obra fue presentada en el Museo del Prado desde el 20 de abril de 2021 y estará en exposición hasta el 26 de septiembre del mismo año, como parte del programa La Obra invitada patrocinado por la Fundación Amigos Museo del Prado. Posteriormente formará parte de la exposición temporal Tornaviaje.

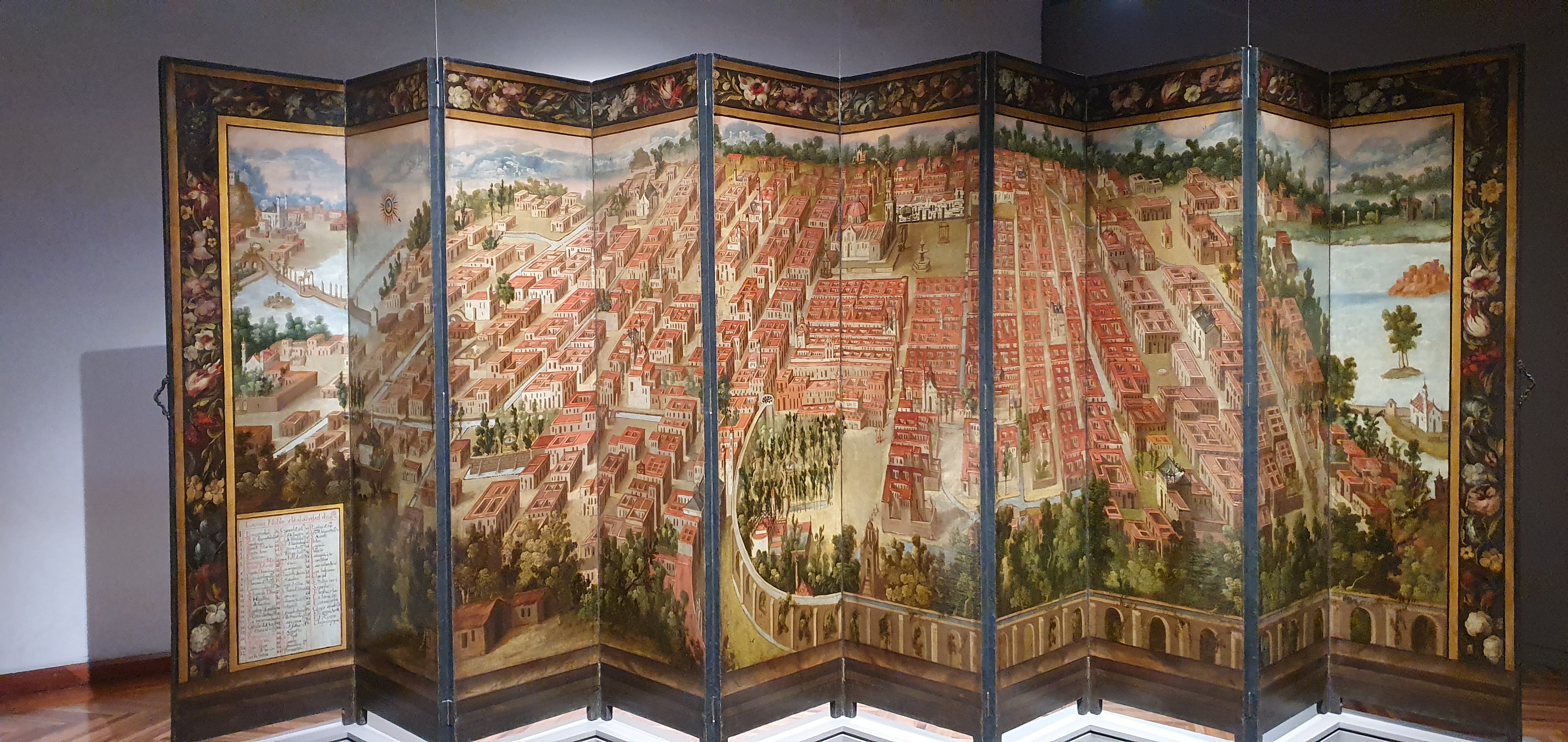
Vista del mapa

## Galería

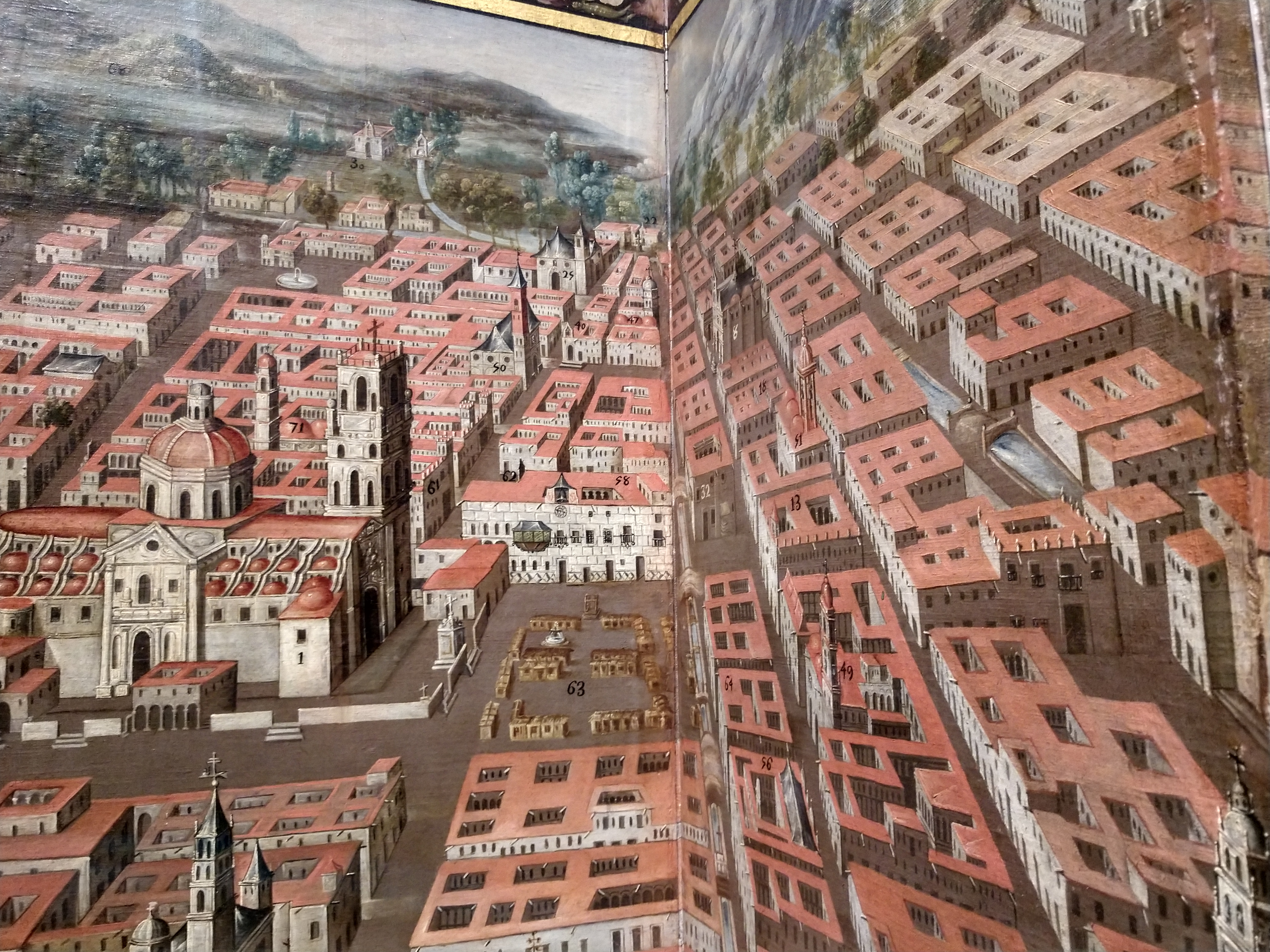
Vista de la Plaza Mayor —hoy de la Constitución— en ella se observa la Catedral Metropolitana, el Palacio Nacional, el Parián, entre otros.
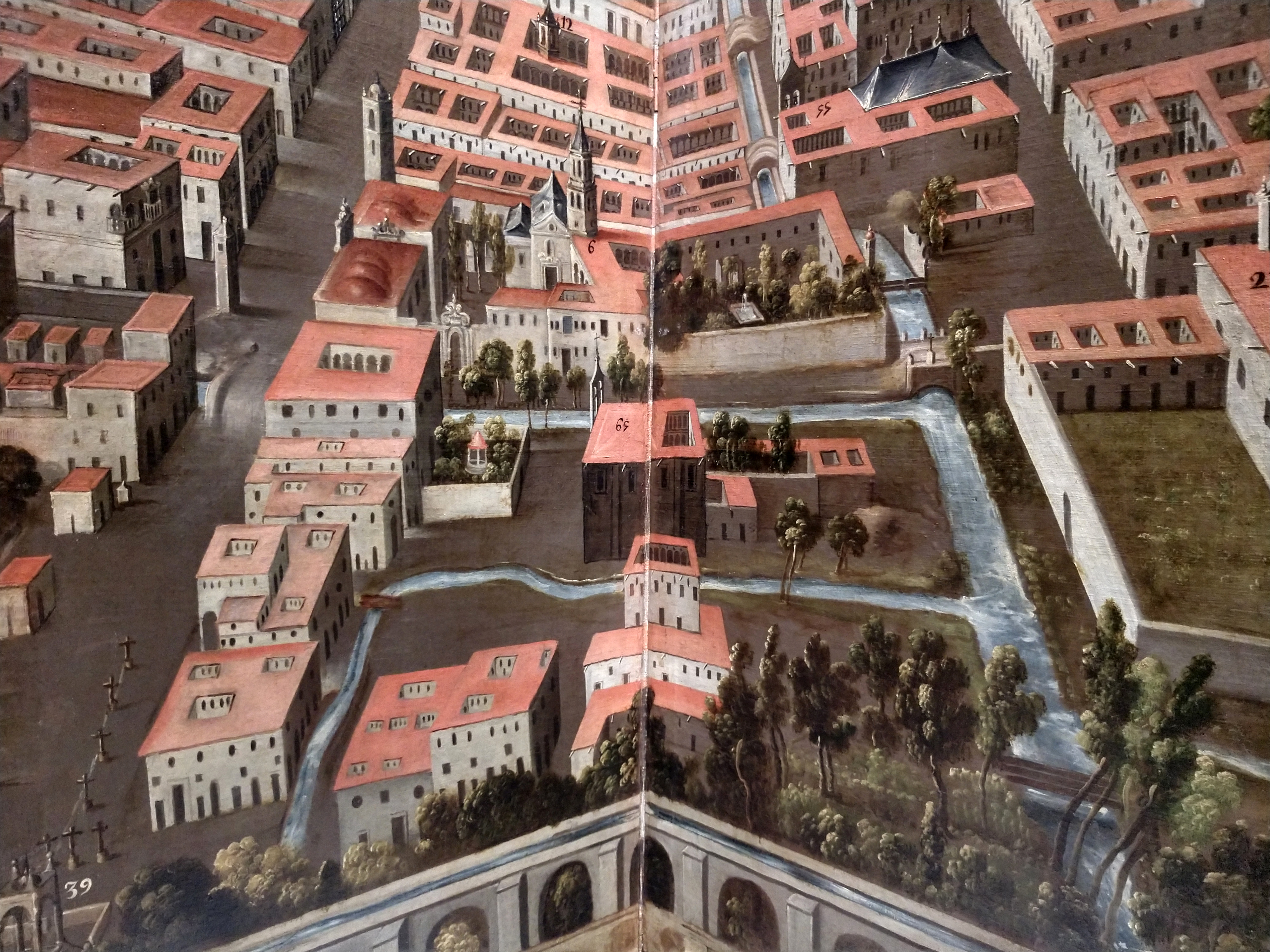
Vista del antiguo Convento de San Francisco, la Acequia Real, el puente de san Francisco y calles del Puente de San Francisco, de Corpus Christi y del Calvario, hoy Avenida Juárez.
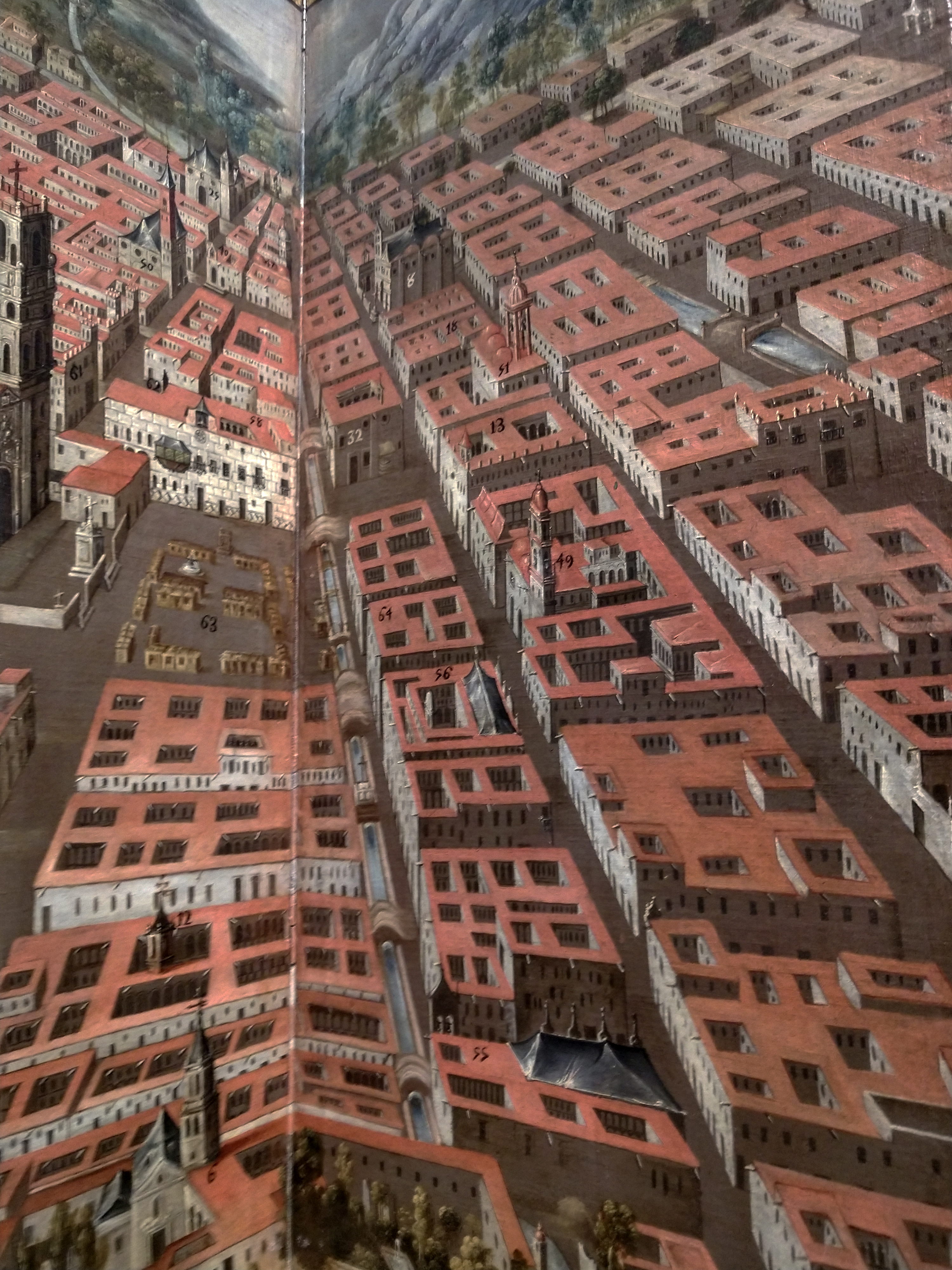
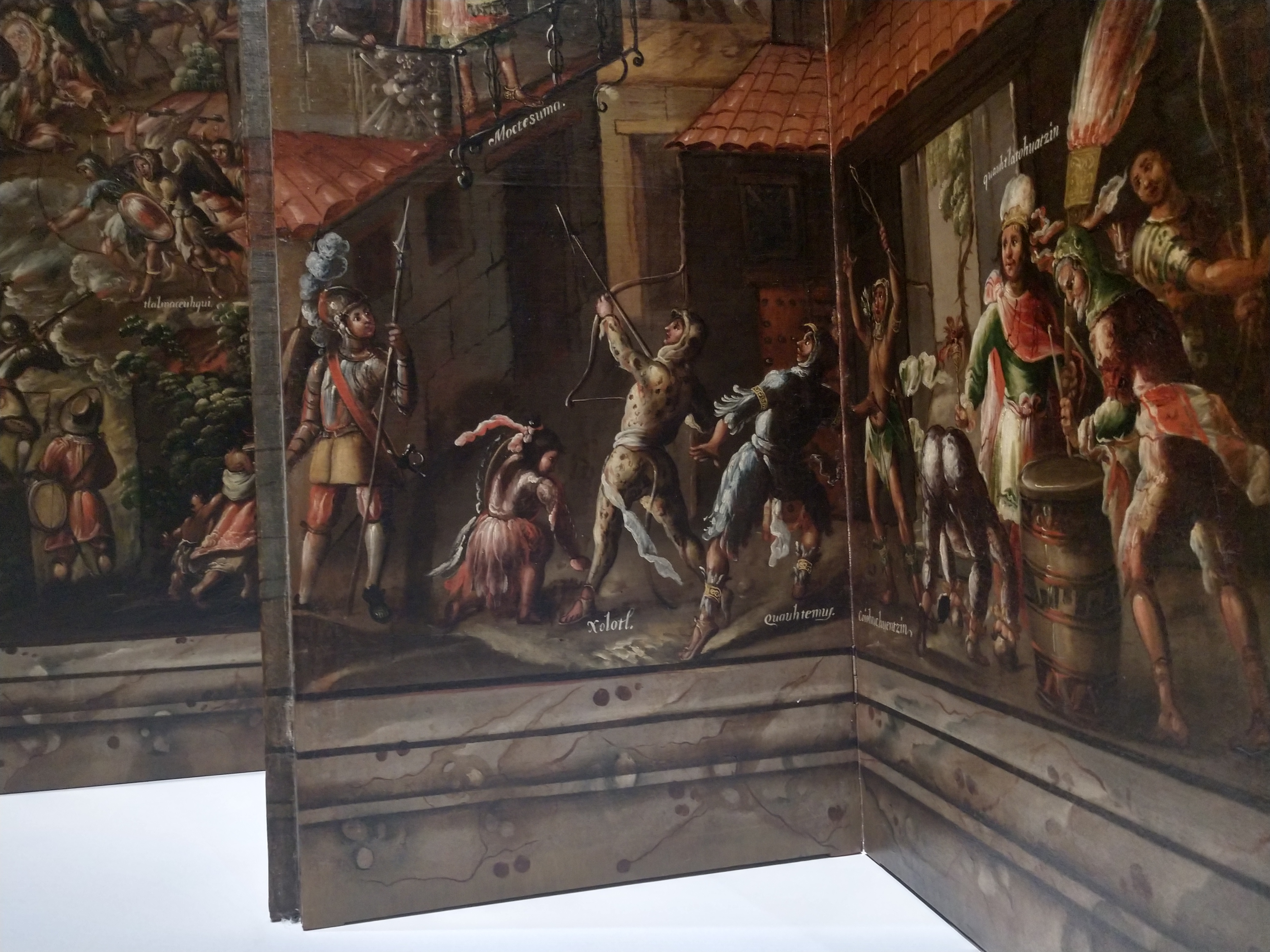
Vista parcial del costado dedicado a la Conquista de México, en ella se observa a Cuauhtémoc.